# Bănești (okręg Giurgiu)
Bănești – wieś w Rumunii, w okręgu Giurgiu, w gminie Iepurești. W 2011 roku liczyła 94 mieszkańców.